# Paulilatino
Paulilatino (pronunciato Paulilàtino, in sardo Paùlle) è un comune italiano di 2 085 abitanti della provincia di Oristano in Sardegna.
Il paese occupa piuttosto stabilmente la parte più meridionale nell'abbassarsi del vasto altipiano basaltico di Abbasanta delimitato a nord da Campidano e a ovest dal Montiferru. Paulilatino conserva ancora in parte la tipologia caratteristica dei paesi del centro Sardegna, con le casette basse realizzate tutte in nero basalto. Famoso per i numerosi siti archeologici risalenti all'età nuragica e prenuragica disseminati nel suo territorio e in particolare per il sito di Santa Cristina, presso la strada statale 131, in cui si trova un pozzo sacro (IX-VIII secolo a.C.) di grande valore archeologico.

## Storia
Il territorio di Paulilatino fu abitato sin dal periodo prenuragico, e continuò ad essere frequentato soprattutto nell'età nuragica e anche nel periodo punico e romano, ma è dell'età nuragica che rimangono importanti testimonianze nel territorio di Paulilatino, infatti vi sono sparsi più di cento nuraghi, oltre all'importante sito di Santa Cristina, che testimoniano l'importanza e la frequentazione del territorio di Paulilatino anche nell'antichità. Durante il periodo romano fu costruito il centro abitato di Paulis Lactea, da cui deriva l'attuale paese.
Nel medioevo Paulilatino venne a far parte del Giudicato d'Arborea e faceva parte della curatoria del Guilcier. Dopo la caduta del giudicato (1420) gli abitanti mantennero un atteggiamento ostile verso gli invasori Aragonesi, e si ribellarono quando vollero imporre come signori feudali i De Ligia. Il villaggio nel 1417 fu incluso nel grande feudo concesso a Giovanni Corbera che nel 1426 venne ceduto al marchese di Oristano. Dopo che il marchesato fu confiscato a Leonardo Alagon (1478), il paese entrò a far parte della contrada dell'Ocier Reale, e fu un feudo regio per tutto il periodo aragonese e spagnolo, cioè e gli abitanti chiesero e ottennero di essere amministrati direttamente da funzionari reali, e non più da signori feudali.
Agli inizi dell'Ottocento il paese (dopo essere passato insieme all'intera isola sotto la dominazione piemontese dei Savoia) vide la bonifica della zona paludosa che occupava una parte del suo territorio, nel 1821 Paulilatino fu incluso nella provincia di Oristano. Nel 1838 fu riscattato al demanio, a cui apparteneva, per costituire un comune amministrato da un sindaco e da un consiglio comunale. In seguito all'abolizione delle province nel 1848, fu incluso nella divisione amministrativa di Cagliari, e nel 1859 nell'omonima ricostituita provincia; infine nel 1974, con la ricostituzione della provincia di Oristano, entrò a farne parte.

### Simboli
Lo stemma e il gonfalone del comune di Paulilatino sono stati concessi con decreto del presidente della Repubblica del 17 aprile 1990.
Il gonfalone è un drappo partito di azzurro e di bianco.

## Monumenti e luoghi d'interesse

### Architetture religiose
- Chiesa di San Teodoro, edificio religioso costruito in forme gotico - aragonesi durante il secolo XVI, la facciata della chiesa è arricchita da un portale e da una finestra circolare in origine destinata ad un rosone, mai inserito.
- Chiesa di San Sebastiano, costruita nel 1500 per riconoscenza al santo che secondo la tradizione salvò il paese dalla peste; attualmente la chiesa è collocata all'interno del cimitero.
- Chiesa delle Anime
- Chiesa di Nostra Signora d'Itria
- Chiesa di Santa Maria Maddalena

### Architetture civili
- Museo Archeologico-Etnografico Palazzo Atzori ospita un'articolata esposizione etnografica. Il palazzo Atzori, situato in via Nazionale, fu costruito dalla nobile famiglia locale nel corso del XVIII secolo.

### Siti archeologici

#### Domus de janas
- Domus de janas Berenales
- Domus de janas Binzales
- Domus de janas de su Ladere
- Domus de janas Sas Chessas
- Domus de janas Sas Zanas
- Domus de janas Su Riu

#### Parco Archeologico di Santa Cristina
- Santuario nuragico di Santa Cristina Il sito è composto  da un Pozzo Sacro di età nuragica con capanna delle riunioni, recinto e altre capanne più piccole. Poi a circa 200 metri a sud-ovest. un nuraghe monotorre con alcune capanne in pietra a forma allungata ed un villaggio nuragico.

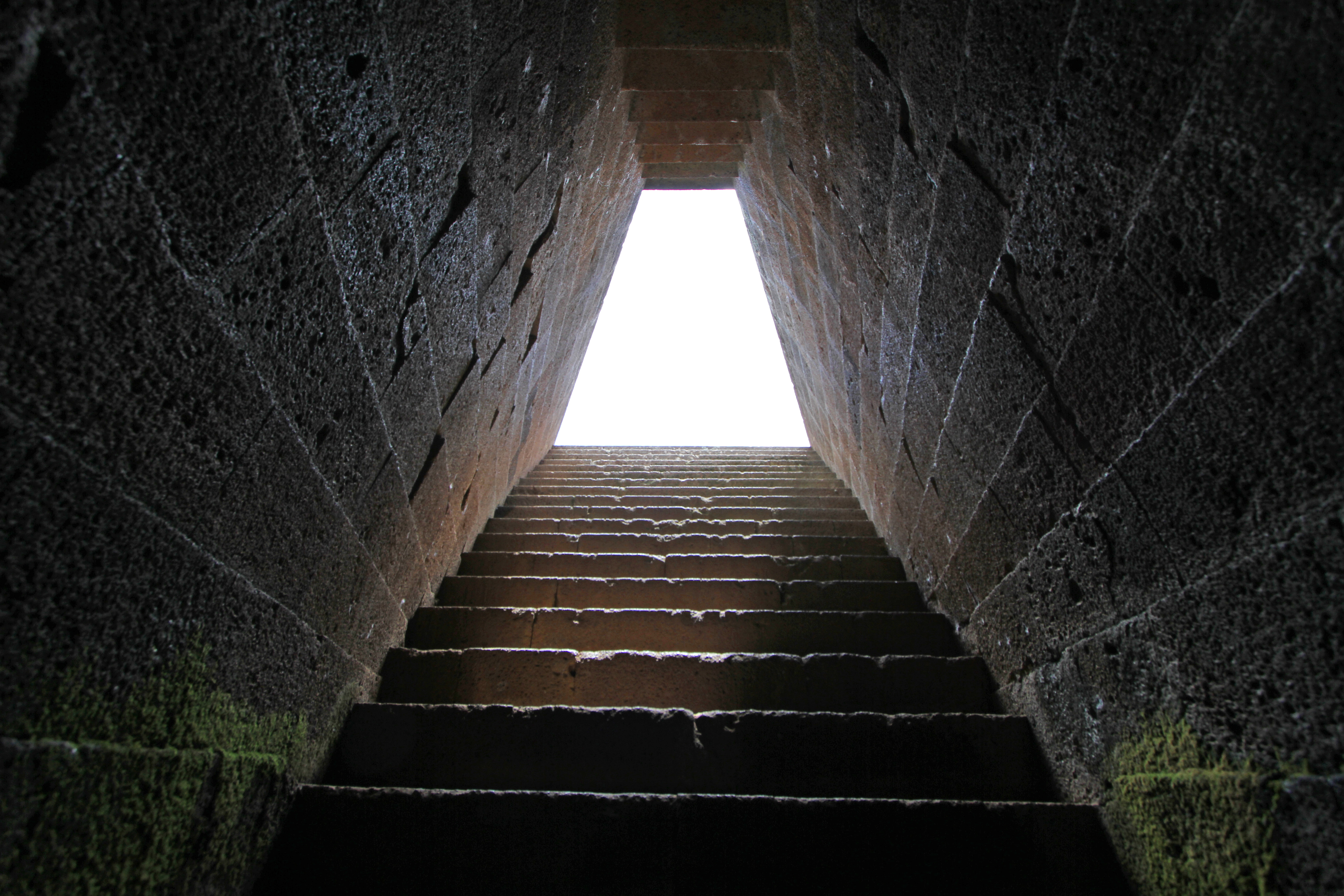
Pozzo Sacro di Santa Cristina, scalinata

#### Nuraghi e villaggi nuragici
- Nuraghe Lugherras
- Nuraghe Battizzones
- Nuraghe Atzara
- Nuraghe Pirinferta
- Nuraghe Zendoro
- Nuraghe Columbos
- Nuraghe Busaurru
- Nuraghe Cuau
- Nuraghe Arbiddera
- Nuraghe Iddanoa
- Nuraghe Campischeddu
- Nuraghe Onnella
- Nuraghe Oschina
- Nuraghe Su Idighinzu
- Nuraghe Galla
- Nuraghe Perdosu
- Nuraghe Mura Mranda
- Nuraghe Toroleo
- Nuraghe Trontile
- Nuraghe Petito
- Nuraghe Medade (betili)
- Nuraghe Pranu Iscrocca

- Nuraghe Trinchi
- Nuraghe Surzagas
- Nuraghe Orchere
- Nuraghe Mellizzana
- Nuraghe Latzones
- Nuraghe Mura Olia
- Nuraghe Arbore Cuccuru
- Nuraghe Carducca
- Nuraghe Liori
- Nuraghe Fruscos
- Nuraghe Ortei
- Nuraghe Orre
- Nuraghe Ruiu
- Nuraghe Mur'e Lauros
- Nuraghe Putz'e Torru
- Nuraghe Buzzas
- Nuraghe Connighe
- Nuraghe Nussiu
- Recinto Nuragico Nussiu
- Nuraghe Sa Pruna
- Nuraghe Abbaia
- Villaggio nuragico Mur'e Arramene

#### Tombe dei giganti
Antiche tombe utilizzate dalle genti nuragiche come luogo di sepoltura comunitaria. Nel territorio di Paulilatino sono diffuse in molte località, soprattutto nelle vicinanze di villaggi nuragici, le tombe più conosciute sono quelle di Goronna.
- Tomba dei giganti Atzara
- Tomba dei giganti Bidil'e Pira
- Tombe dei giganti di Goronna
- Tomba dei giganti Minda de Figu
- Tomba dei giganti Mura Cuada
- Tomba dei giganti Mura Filighes
- Tomba dei giganti Muriscroa
- Tomba dei giganti Nossiu
- Tomba dei giganti Oschina
- Tomba dei giganti Pardullete
- Tomba dei giganti Perdu Pes
- Tomba di Giganti di Fontana Capudanni

#### Altri siti archeologici
- Tombe romane di Muriscoa
- Ruderi di Putzu 'e Turru

## Società

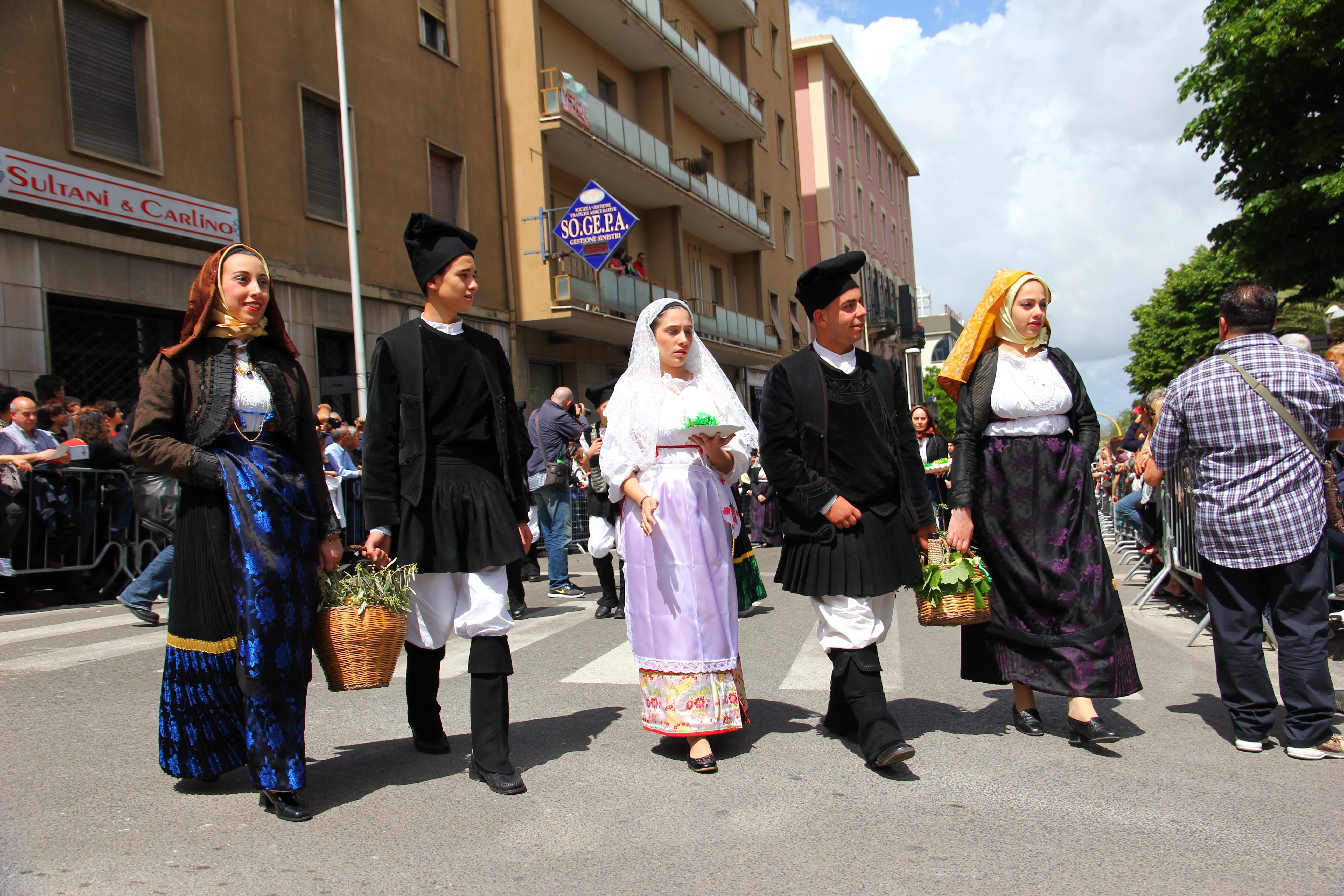
Costume tradizionale di Paulilatino

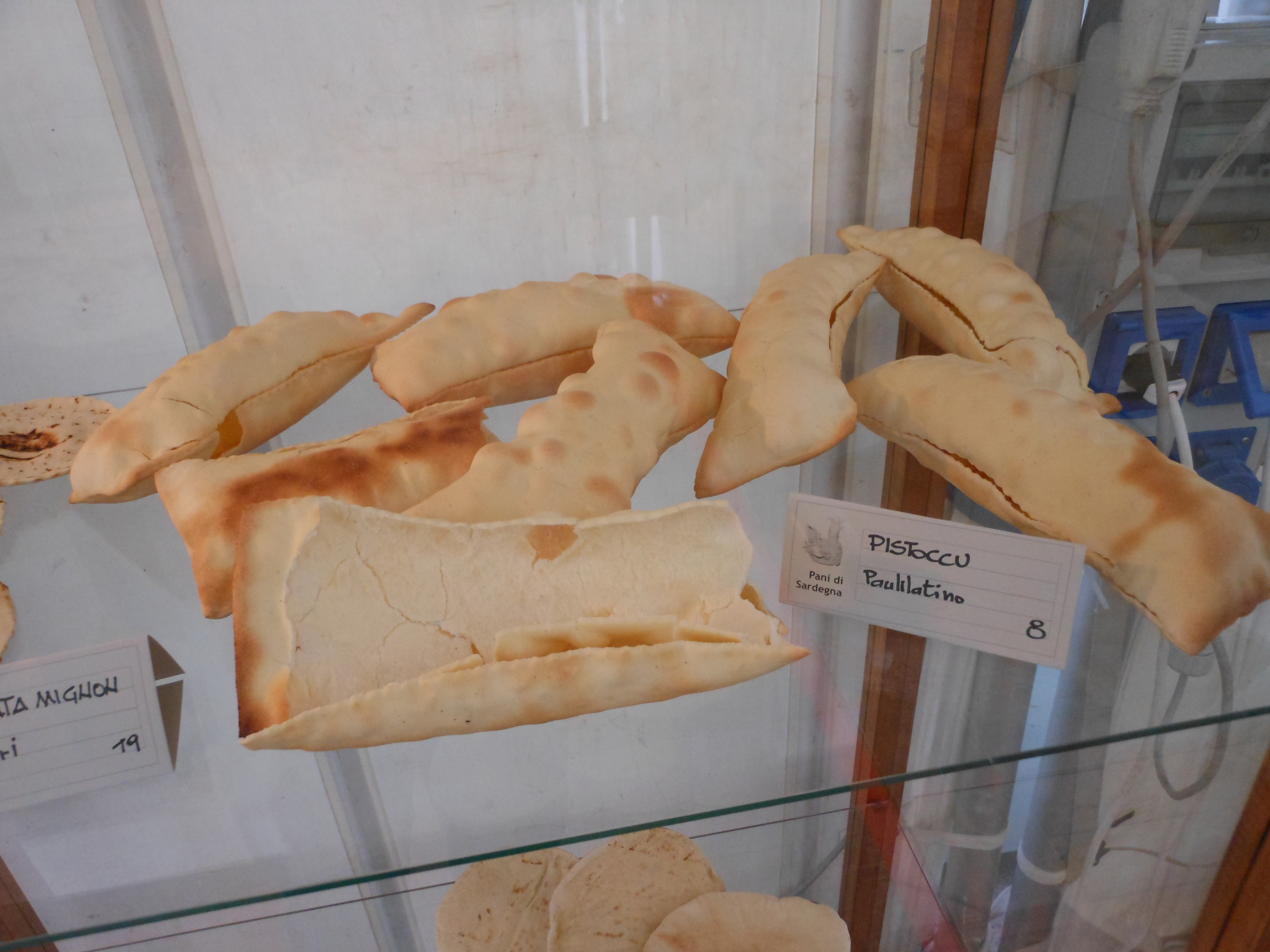
Su pistocu, il pane tradizionale del posto

### Evoluzione demografica
Abitanti censiti

### Lingue e dialetti
La variante del sardo parlata a Paulilatino è riconducibile alla Limba de mesania.

## Cultura

### Istruzione

#### Musei
Il locale museo archeologico ed etnografico, inaugurato nel 1995, è sistemato in tre livelli all'interno dei tre piani del palazzo Atzori. Nel primo piano del museo sono sistemati pannelli grafici e fotografie sui vari siti, e sono raccolti materiali provenienti dagli scavi più recenti effettuati nel territorio circostante il paese, nel secondo piano si trovano esposte le testimonianze e le tradizioni dell'antica civiltà contadina di Paulilatino, con la ricostruzione di una tipica casa paulese con l'arredamento originale.

## Infrastrutture e trasporti

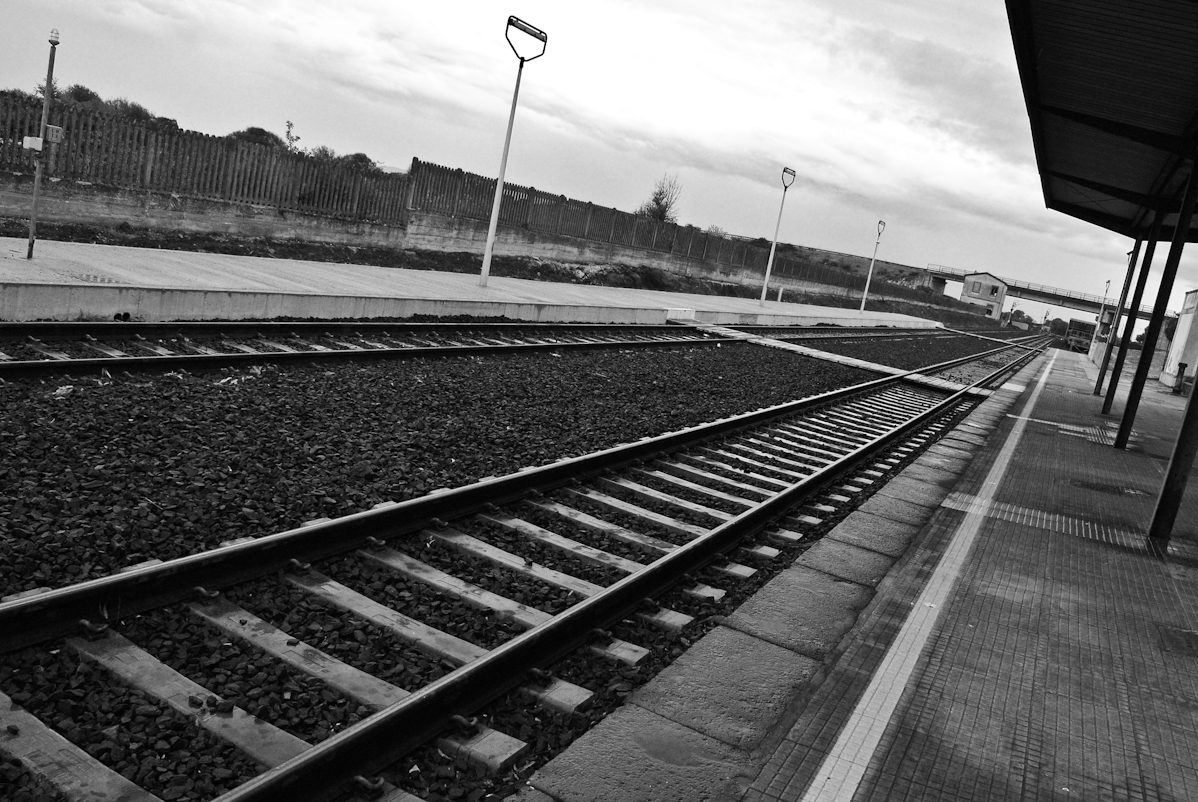
Interno della stazione ferroviaria di Paulilatino

### Strade
L'abitato di Paulilatino sorge a ridosso della principale strada sarda, la SS 131, che scorre immediatamente ad ovest del paese. Altri collegamenti sono garantiti da una rete di strade provinciali: le SP11, SP17 e SP 65.

### Ferrovie
A sud-est del paese è attiva dal 1880 la stazione di Paulilatino: realizzata lungo la ferrovia Cagliari-Golfo Aranci, è gestita da RFI ed è servita dai treni di Trenitalia.

## Amministrazione
| Periodo         | Periodo         | Primo cittadino     | Partito                                             | Carica  | Note |
| --------------- | --------------- | ------------------- | --------------------------------------------------- | ------- | ---- |
| 23 aprile 1995  | 16 aprile 2000  | Sebastiano Demurtas | lista civica                                        | sindaco |      |
| 16 aprile 2000  | 8 maggio 2005   | Domenico Gallus     | lista civica                                        | sindaco |      |
| 9 maggio 2005   | 30 maggio 2010  | Domenico Gallus     | lista civica                                        | sindaco |      |
| 31 maggio 2010  | 31 maggio 2015  | Giovanni Demartis   | lista civica "Uniti per Paulilatino"                | sindaco |      |
| 31 maggio 2015  | 26 ottobre 2020 | Domenico Gallus     | lista civica "Progresso lavoro libertà"             | sindaco |      |
| 26 ottobre 2020 | in carica       | Domenico Gallus     | Lista civica "Progresso lavoro libertà Paulilatino" | Sindaco |      |